# Görföl Jenő
Görföl Jenő (Jóka, 1951. március 21. –) kultúraszervező, fényképész, a Csemadok országos titkára.

## Élete
1969-ben a szenci gimnáziumban érettségizett. 1974-től a Csemadok alkalmazottja. 1990-1994 között az Együttélés szervezőtitkára volt, 1994 óta a Csemadok Országos Tanácsának titkára. 1996–2003 között a Pátria Rádió hírszerkesztője is volt. Egyik alapítója volt a Pro Patria Honismereti Szövetségnek, amelynek titkára.
Fényképészként elsősorban a felvidéki magyar műemlékeket, az 1848/49-es szabadságharc emlékhelyeit, a szlovákiai magyar szellemi és közélet jeles személyiségeit fotózza. Felvételeiből számos kiállítást rendezett Szlovákiában, Magyarországon és Szlovéniában. Főszerkesztője a negyedévenként megjelenő Széljárás folyóiratnak.

## Elismerései
- 2001 Kós Károly-díj
- Hungaria Nostra
- 2003 Podmaniczky-díj
- 2015 Magyar Érdemrend Lovagkeresztje[2]

## Főbb művei
- 1989 Jóka helynevei. In: Tóth Károly (szerk.): Új Mindenes Gyűjtemény 8, 171-204.
- Görföl Jenő–Limpár Péter: "Pacsirtaszót hallok megint". Csaták a Felföldön, emlékhelyek és honvédsírok a nyelvhatáron túl; BmegB, Mosonmagyaróvár, 2000
- 2002 Középkori templomok a Csallóközben (tsz. Kovács László)
- Arcképcsarnok. Szlovákiai magyar írók portréi; szerk. Balázs F. Attila, fotó Görföl Jenő; AB-art, Pozsony, 2004
- 2008 Középkori templomok – Mátyusföld és Zoborvidék (tsz. Kovács László)
- 2009 Középkori templomok – Garam mente – Ipoly mente (tsz. Kovács László)
- 2010 Középkori templomok Dél-Szlovákiában (tsz. Kovács László)
- 2012 Dél-Szlovákia középkori templomai – Ipoly mente – Gömör – Abaúj-Torna – Bodrogköz – Ung-vidék (tsz. Kovács László)
- 2013 Hol sírjaik domborulnak. Dunaszerdahely (tsz. Kovács László)
- Kovács László–Görföl Jenő: A magyar szentek ábrázolása Szlovákia középkori templomaiban; Media Nova–Nap, Dunaszerdahely, 2014
- Kovács László–Görföl Jenő: Középkori templomok Pozsony vármegyében; Media Nova–Nap, Dunaszerdahely, 2016
- Kovács László–Görföl Jenő: Középkori templomok Komárom, Esztergom, Bars és Hont vármegyében; Media Nova–Nap, Dunaszerdahely, 2017
- Kovács László–Görföl Jenő: A felvidéki bányavárosok középkori templomai; Media Nova–Nap, Dunaszerdahely, 2018
- Kovács László–Görföl Jenő: Nógrád és Gömör középkori templomai; Nap, Dunaszerdahely, 2019
- Tündérvilág. Az én Csallóközöm; Mosonvármegye, Feketeerdő, 2020
- 2023 A nyargonc - Takács Gyula volt negyvennyolcas honvéd naplója. Jóka
- 2024 Emlékművek emlékhelyek. Dunaszerdahely (tsz. Kovács László)